# Blue (canção)
Blue é uma canção da artista musical galesa Marina and the Diamonds, extraída de seu terceiro álbum de estúdio Froot. Foi lançada como quinto single do álbum Froot em 13 de julho de 2015..

## Vídeo musical
O videoclipe dirigido por Charlotte Rutherford, foi filmado no parque de diversões "Dreamland", no vídeo introduz a cantora em um carro e em uma barraca de sucos, na parte dançante da música mostra ela se divertindo nos brinquedos do parque e finaliza com uma coreografia.

## Histórico de lançamento
| Região | Data                | Formato(s)       |
| ------ | ------------------- | ---------------- |
| Mundo  | 13 de julho de 2015 | Download digital |